# Pont des Amériques (Uruguay)
Pour les articles homonymes, voir Pont des Amériques (homonymie).
Le Pont des Amériques (en espagnol : puente de las Americas) est un pont routier à haubans reliant la ville de Ciudad de la Costa à Montevideo en Uruguay. 

## Situation
Le Pont des Amériques est situé dans le quartier de Barra de Carrasco, dépendant de la municipalité de Ciudad de la Costa, au sud du département de Canelones. Il est devenu l'un des ouvrages les plus iconiques du pays, servant de repère pour tous les voyageurs qui l'empruntent. Il est implanté dans une zone en constante croissance, aussi bien sur le plan du développement urbain que commercial, du fait de l'expansion continue de Montevideo à l'est de la métropole.

## Caractéristiques
Le pont a pour objectif de faciliter le trafic urbain entre l'Avenida de las Américas d'où commence la route inter-balnéaire à Ciudad de la Costa et l'Avenida Ingeniero Luis Giannattasio avec l'Avenida Italia à Montevideo. 
Dans cette intersection affluent plus de 25 000 véhicules par jour, constituant une des zones les plus importantes du trafic de l'Aire métropolitaine de Montevideo. La structure originale du pont, associée à son emplacement au-dessus d'une longue avenue urbaine et autour d'espaces verts, lui donnent un grand aspect visuel pour ceux qui voyagent depuis ou jusqu'à l'est du pays ou pour ceux qui viennent de l'aéroport international de Carrasco.
Ce pont suspendu s'étire sur 488 mètres de long, avec une hauteur de 140 mètres. Il est soutenu par 30 bretelles en acier, reliées à un pylône unique,  cet exploit technique en fait un authentique pont à haubans. Sa construction a commencé en 2001 et les travaux ont duré quatre années.
Inauguré en 2005, ce pont routier - bien que près de deux fois moins long que le viaduc moderne Alfredo Zitarossa qui enjambe le fleuve côtier Santa Lucía construit à l'ouest de Montevideo -, est considéré comme un ouvrage de référence en matière d'ingénierie, étant une réalisation d'un ingénieur d'origine espagnole de la ville de Valence, Julio Martínez Calzón.

## Galerie

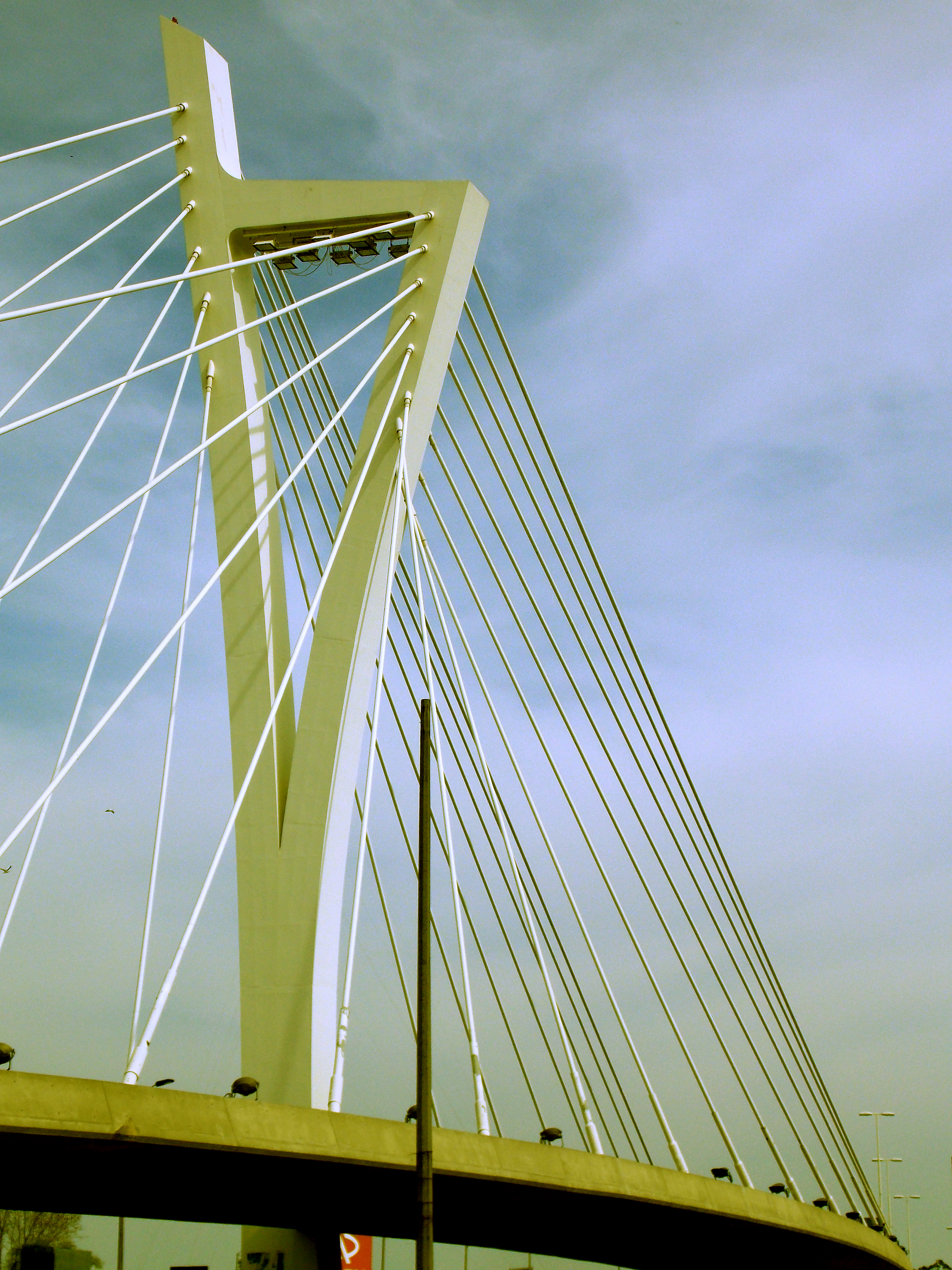
Pont des Amériques entre Montevideo et Ciudad de la Costa.
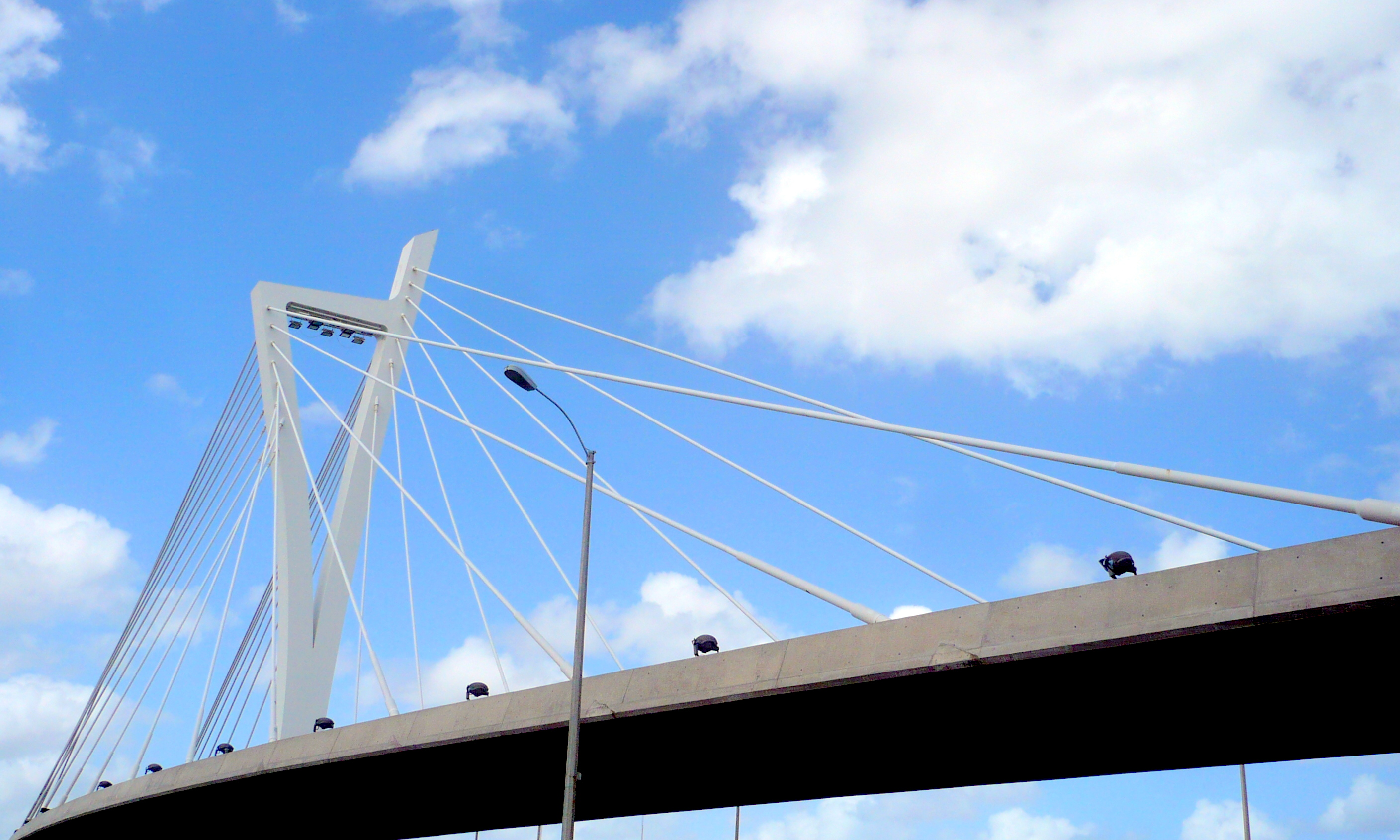
Tablier central du pont des Amériques.
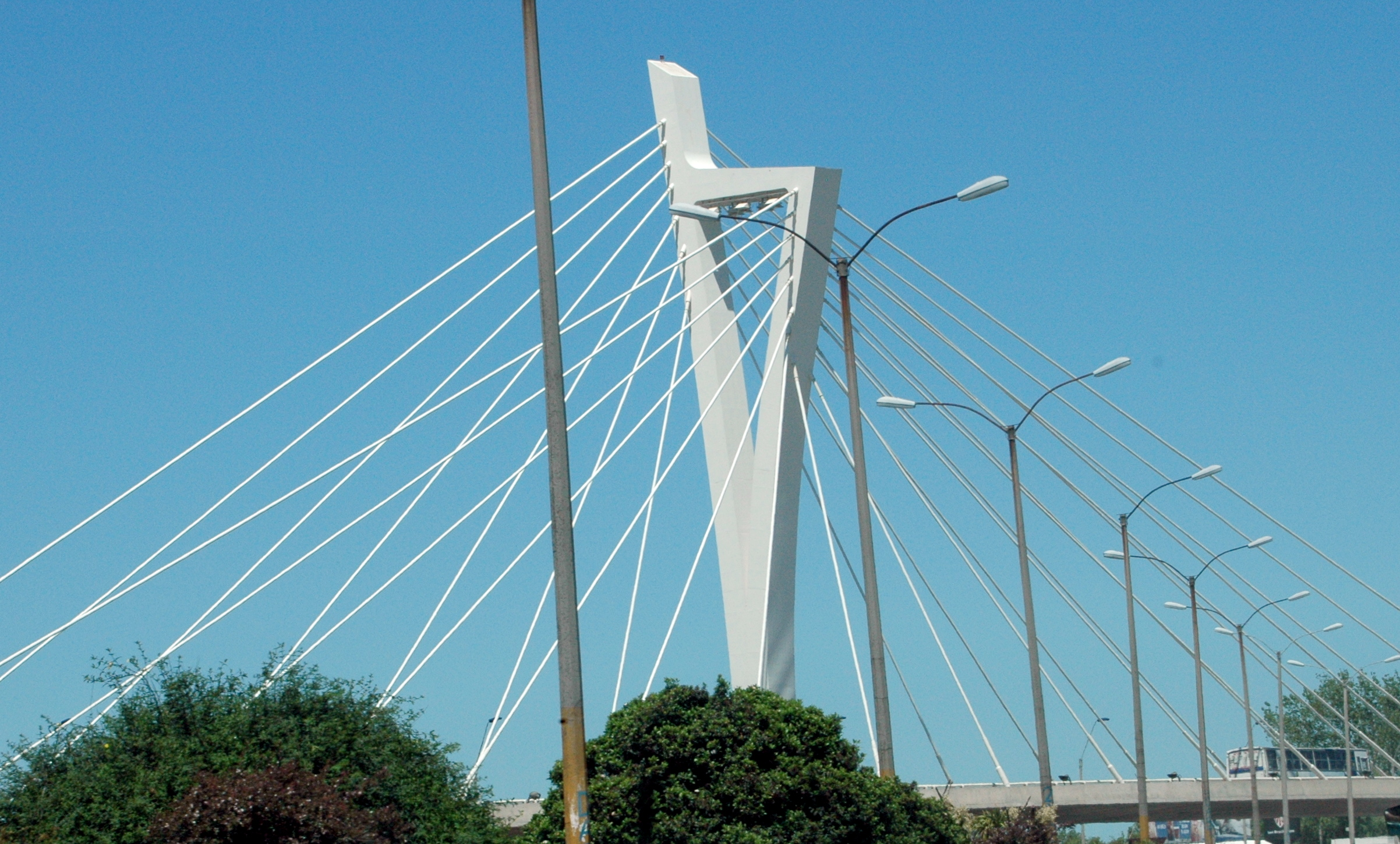
Vue du Pont des Amériques depuis l'avenue des Amériques à Ciudad de la Costa.
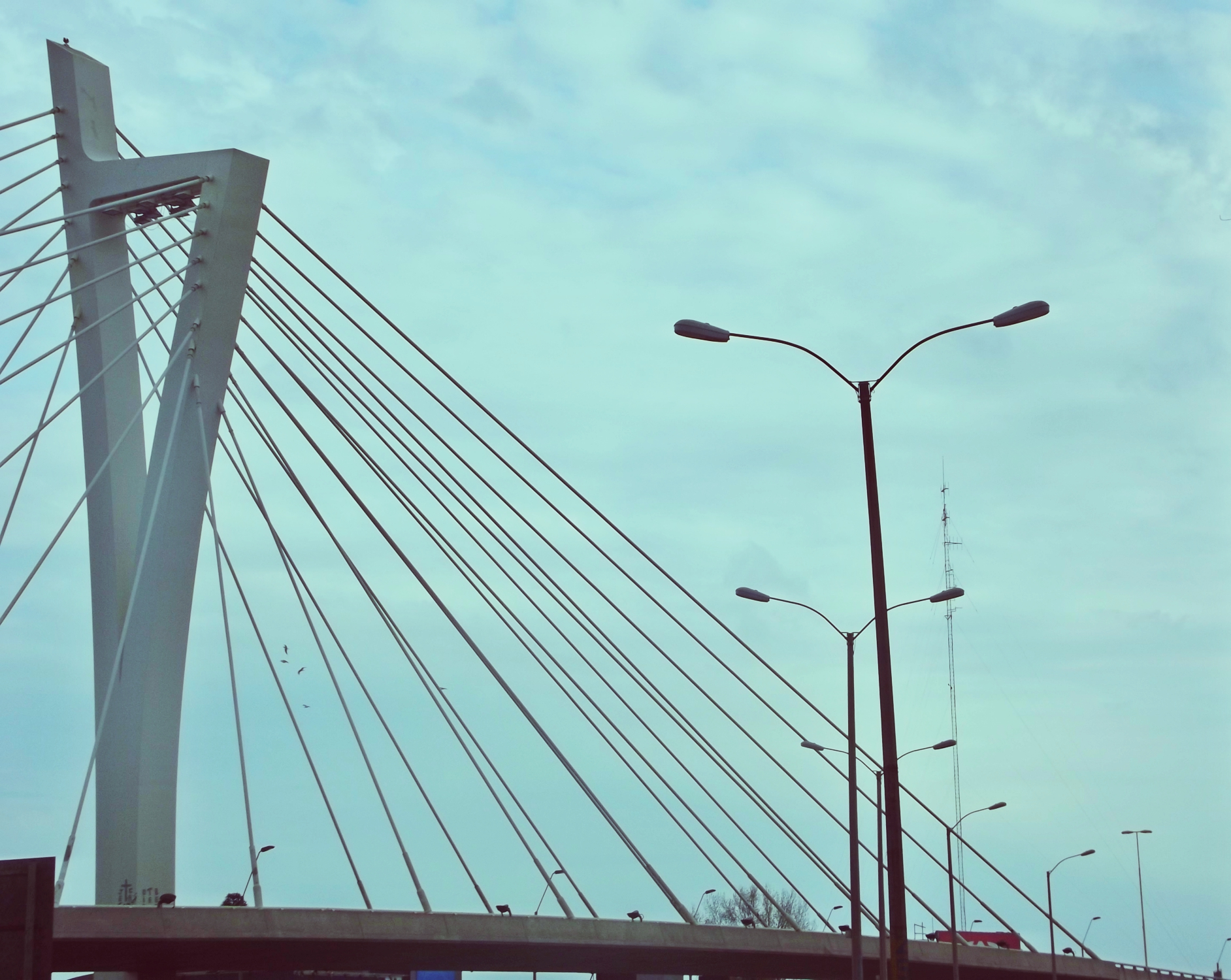
Profil du Pont des Amériques.
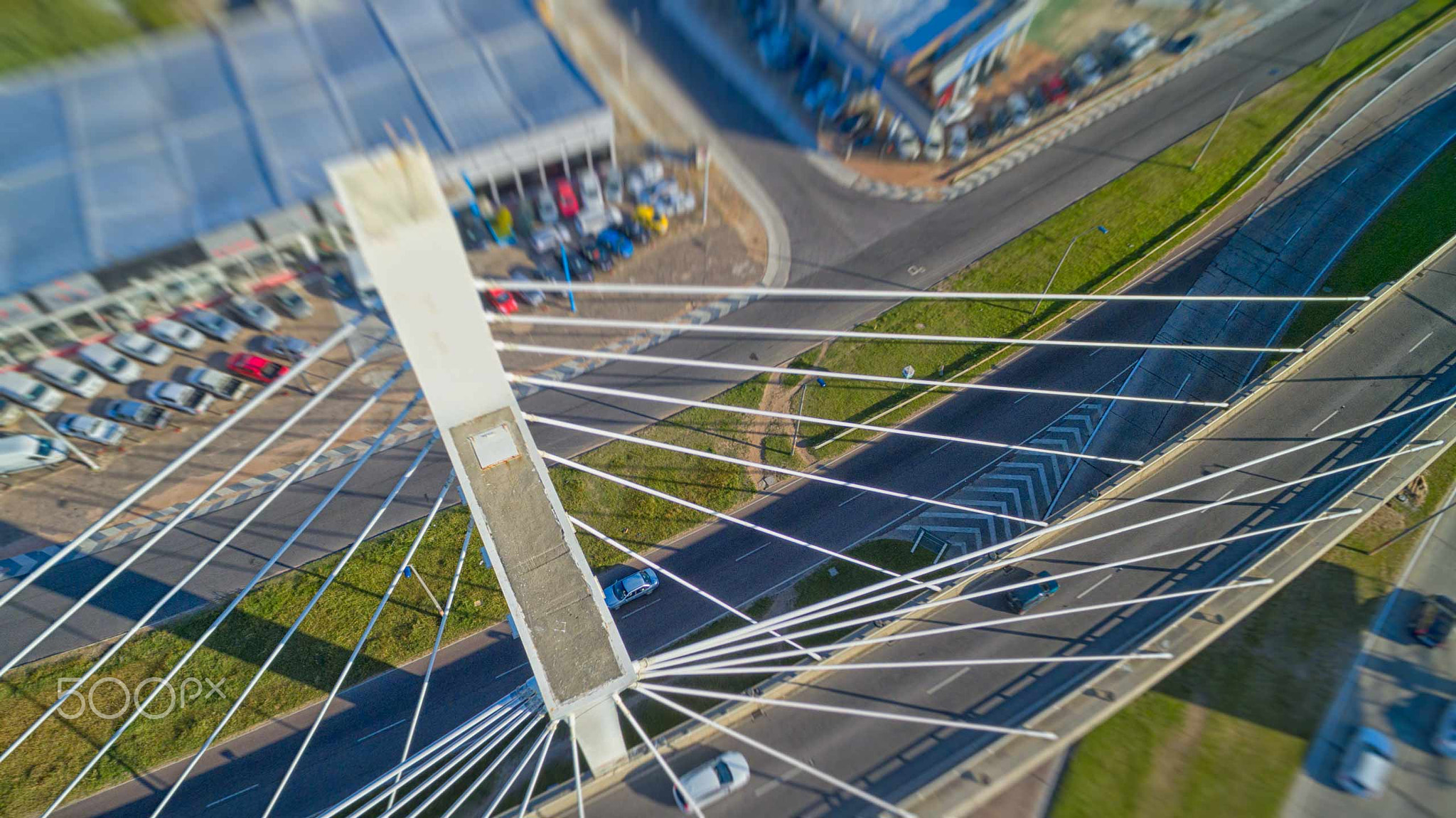
Pont des Amériques vu d'en haut.
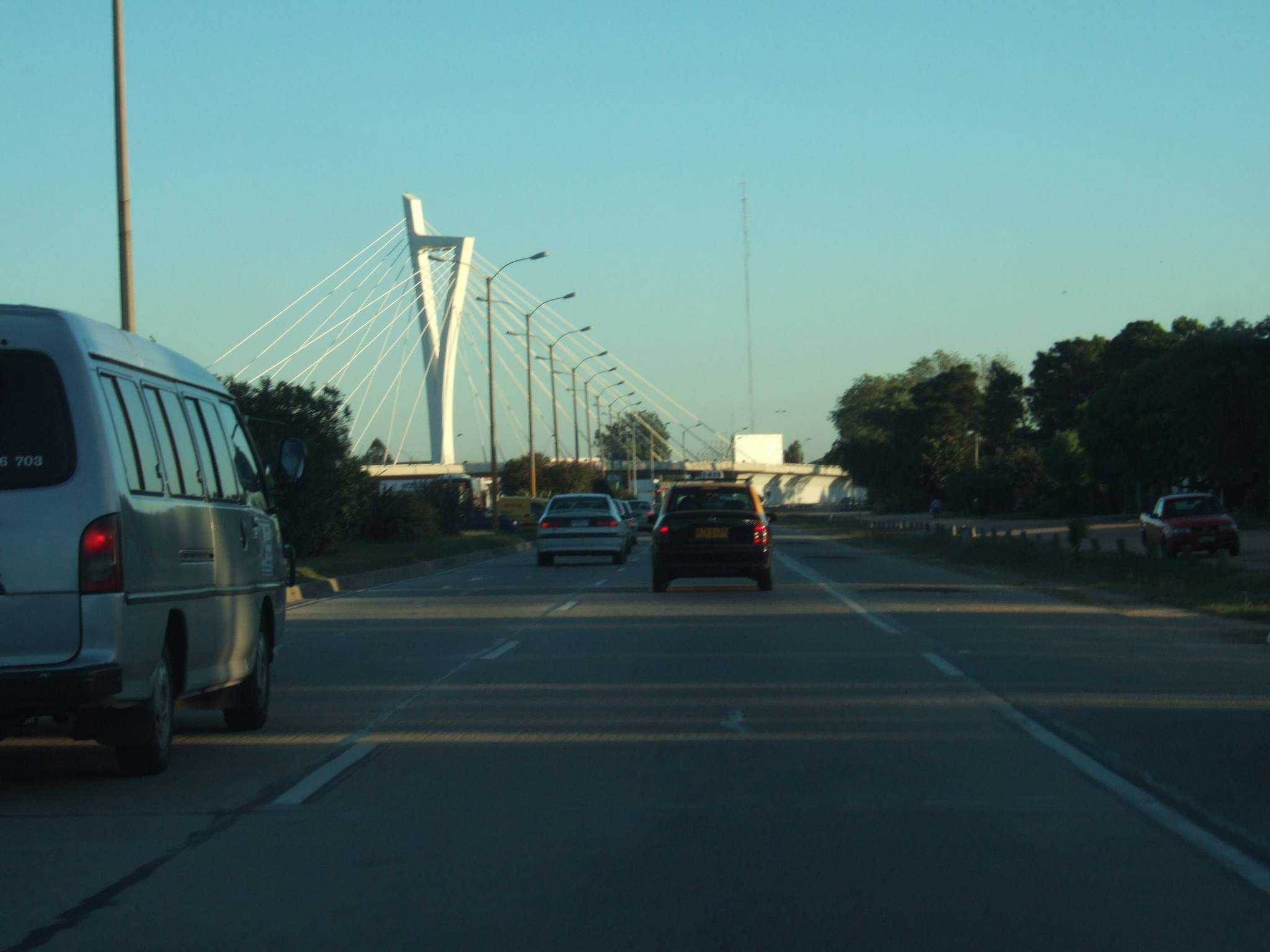
Pont vu depuis une avenue de Montevideo.
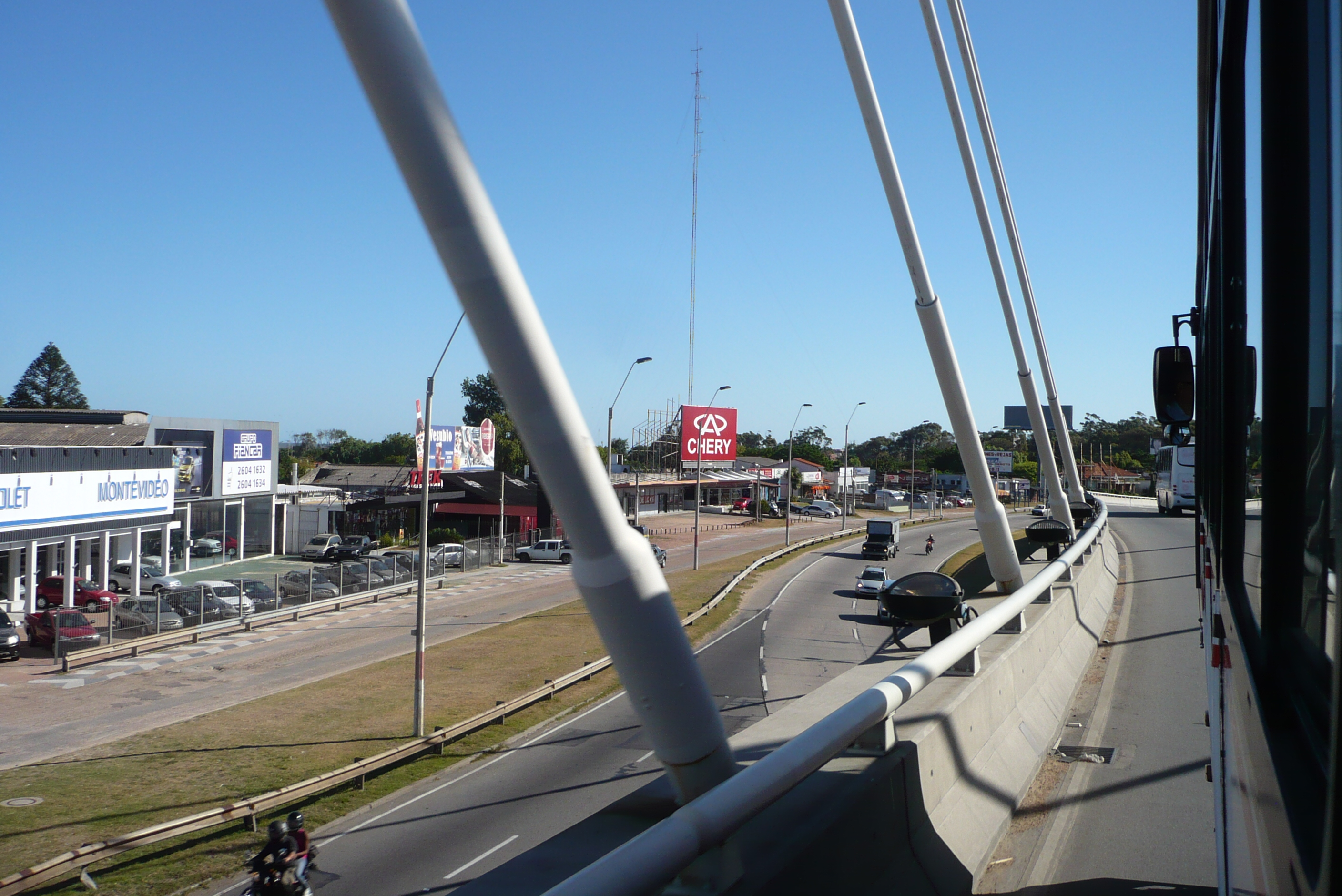
Pont des Amériques.
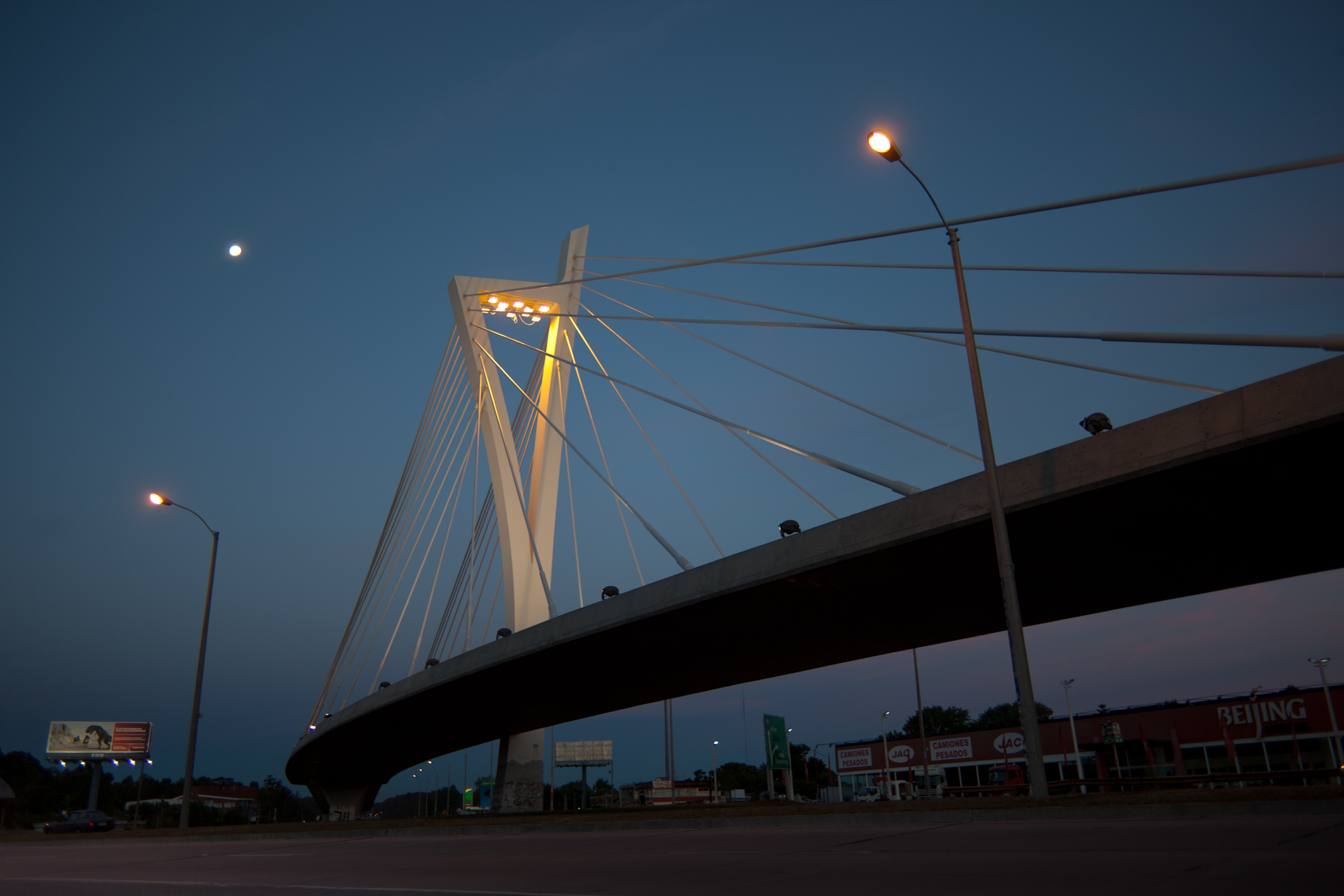
Pont des Amériques à la tombée de la nuit.